# العمارة (دمشق)
حي العمارة القديم، من أبرز أحياء مدينة دمشق القديمة المدينة الأقدم في التاريخ، يقع على بعد بضعة أمتار من المسجد الأموي الكبير .

## تاريخ المنطقة

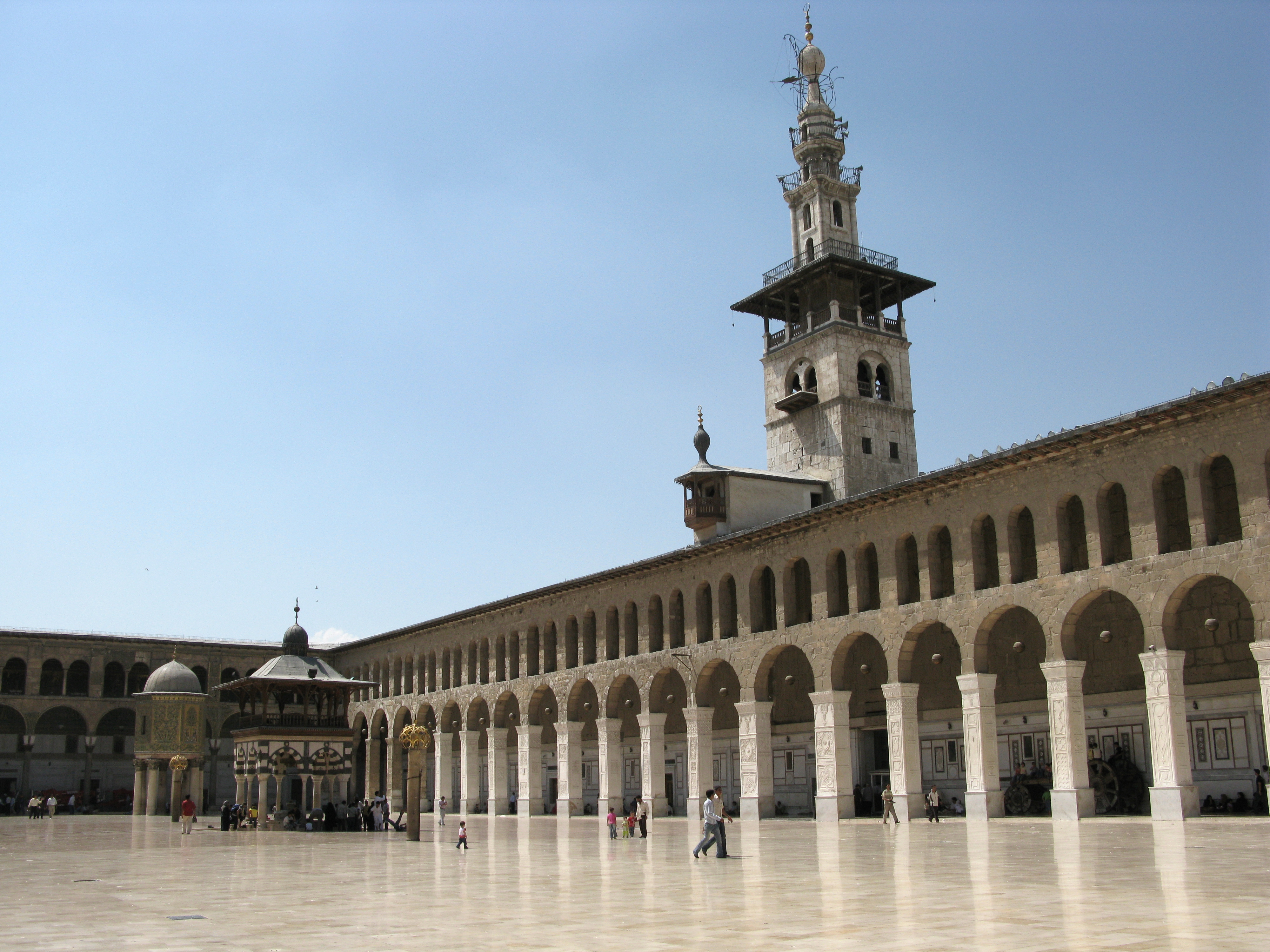
فناء الجامع الأموي.

تفتخر دمشق بأنها من أقدم المدن المأهولة في العالم وأقدم عاصمة في التاريخ. يمتد تاريخ المدينة إلى أكثر من 8000 قبل الميلاد. في كل ركن من أركان أحياءها القديمة يحس المرء بطعم العصور الغابرة التي مرت بها المدينة ومنطقة العمارة هي واحدة من أقدم أحياء المدينة، وتعود العمارة إلى زمن تأسيس المدينة وعمارتها، ومن هنا استمدت اسمها يمكن للمشاهد وللناظر رؤية مآذن مسجد بني أمية الكبير من كل منزل في الحي تقريباً وليست الأسواق القديمة ببعيدة عن الحي أيضاً.

## وصف الحي
ما أن يدخل المرء إلى المدينة القديمة من أي من أبوابها حتى يغوص في متاهة من الأحياء المتشعبة بقناطرها ومساجدها واسواقها وبقايا سورها والمطاعم التي ما يلبث المرء أن يجدها خلف أبواب البيوت القديمة. ولعل من السهل التخيل أن الحياة في المدينة لم تكن شديدة الاختلاف عنها اليوم بحيويتها الدائمة.
تضيق جدران الحارات أحياناً بحيث لا تكاد تستطيع المرور دون لمس الجدران المحيطة بك وتزين الكروم سطوح بعض الأزقة لتعطيها مظهراً قروياً فائق الروعة. وبالرغم من تشابك الأزقة والحارات إلا أن المرء لا يكاد يضيع حتى يهتدي مجدداً بواحدٍ من المعالم الخالدة التي تتوزع في أرجاء الدينة انك تسير في واحدة من اعرق مدن العالم.

## منازل الحي
وبينما يتجول المرء في أركان المنطقة المعمورة، لا يفصله عن المنازل الدمشقية الفارهة التي تكاد تشبه القصور في تميزها إلا الأبواب الخشبية البسيطة. تتماشى البيوت العربية ذات الطابع الشرقي التقليدي مع متطلبات المجتمع والتقاليد الإسلامية وتتكون البنية العامة لها من المواد الأولية المتوفرة في البيئة المتوسطية عامة وفي غوطتي دمشق خاصةً من أخشاب وأحجار بازلتية وكلسية. 

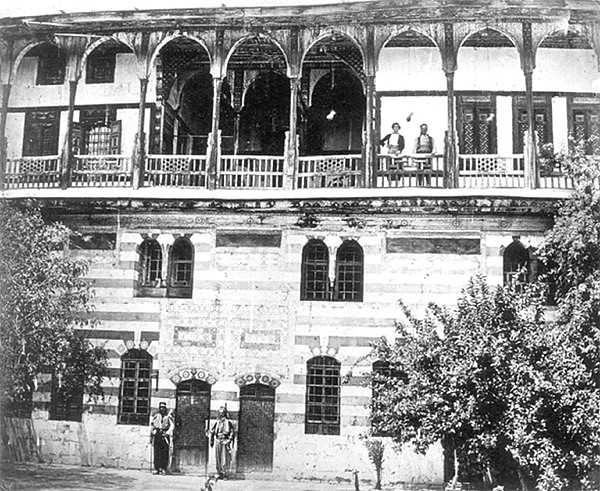
منزل دمشقي تقليدي

و بينما تبدو البيوت صلبة ومعزولة من الخارج، تشرف جميع غرفها على باحات فسيحة تتوسط كل منها بحرة وتحيط بها أشجار الليمون والبرتقال والنارنج وأزهار الياسمين من كل صوب. يعلو الباحات في معظم الأحيان طابق ثان تشرف غرفه عليها وعلى أزقة الشارع الضيقة. تزين الجدران الخارجية للباحات زخارف إسلامية جميلة وتكسو الألوان سقوف الغرف الرئيسية.

## الحياة العائلية
نمط العيش في المجتمع الدمشقي القديم كان (و ما زال) عائلي بامتياز، ويقطن البيت الواحد عائلة مؤلفة من ثلاثة أجيال يتعدد أفرادها.

## مقام السيدة رقية
يقع مقام السيدة رقية بنت الحسين على بعد خطوات من الحي. بني المقام على قبر السيدة سكينة في عام 1985 بطراز معماري فارسي[بحاجة لمصدر] مشغول بتناظر رائع وتلبيس بالذهب. ويجاور المقام مصلى إلى جانبه باحة صغيرة.

## المكتبة الظاهرية
أنشأ الظاهر بيبرس المكتبة الظاهرية في عام 1277 للميلاد لتكون المكتبة الوطنية لبلاد الشام جمعاء. الزخارف الجميلة والمنحوتات والمكتبات العظيمة التي يحوي عليها البناء إضافة إلى البوابة التي تحمل تصاميم هندسية قل نظيرها جعلت المكتبة تكون لربما من أهم المواقع التاريخية في دمشق على الإطلاق. وقد اعلنت الحكومة السورية البناء كمكتبة وطنية في عام 1880، وبعد ذلك أصدر مرسوم في عام 1949 يقضي بتزويد المكتبة بنسخة من كل عمل ينشر في البلاد. حلت مكتبة الأسد الوطنية عام 1983 مكان المكتبة الظاهرية بوصفها المكتبة الوطنية في سوريا لكن المكتبة الظاهرية بقيت من أهم وأقدم المكتبات في دمشق.

## شخصيات الحي

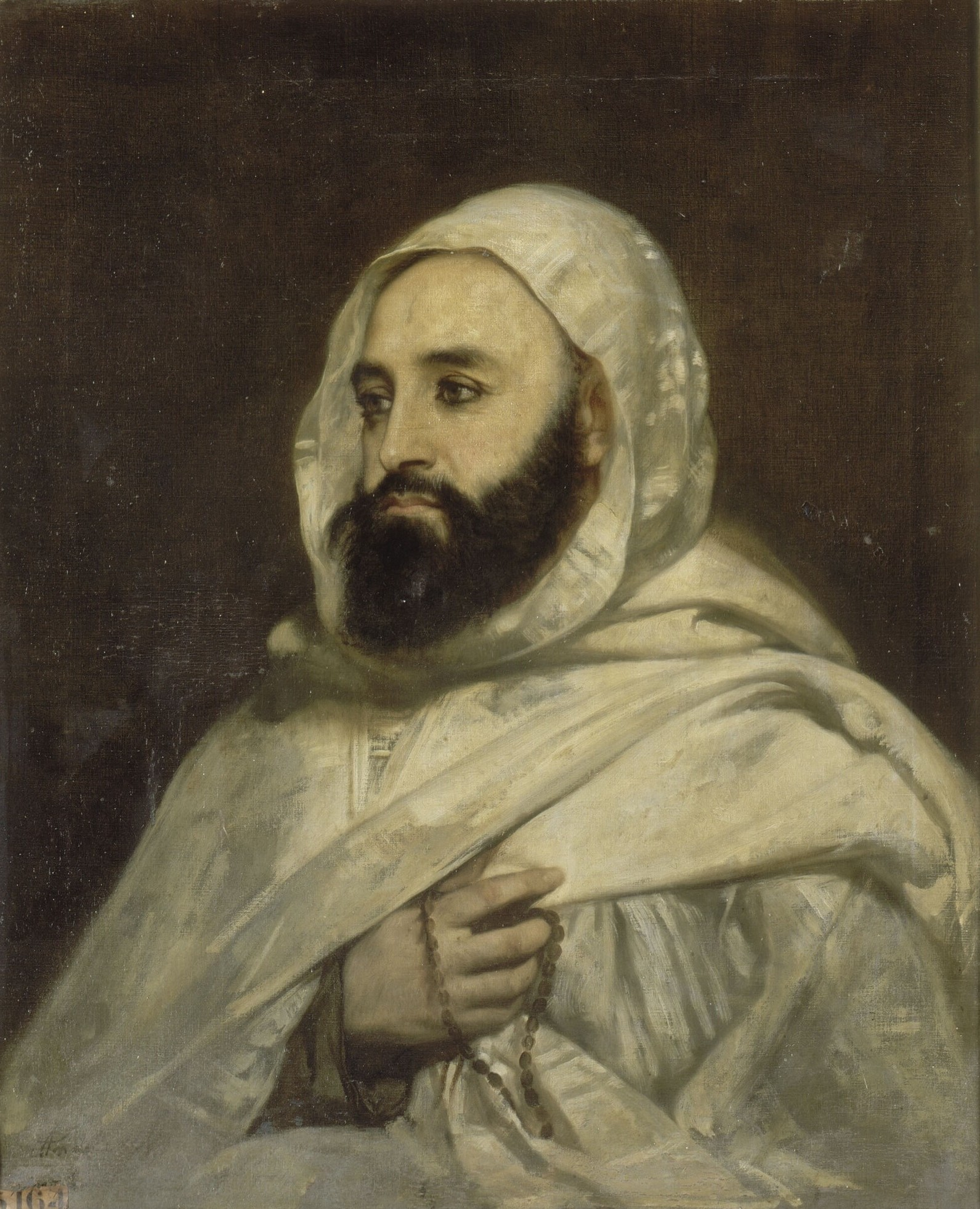
سكن الأمير عبد القادر الجزائري حي العمارة بعد نفيه

شهدت المنطقة نشوء شخصيات عظيمة عديدة ساهمت في صنع تاريخ المنطقة والعالم، نذكر منها الأمير عبد القادر الجزائري، الأديب عزت محمد خير حصرية، الكاتبة وفاء الكيلاني،و الشيخ رمضان ديب.

## خطط جديدة
شملت الخطط الجديدة لتنظيم المدينة القديمة مشروعاً لهدم مجموعة من المحال التجارية في العمارة التي تعود لعقود مضت والذي تسبب بغضب شعبي في أوائل عام 2008. هدفت الخطة لتوسعة الطريق العام خارج أسوار المدينة القديمة إلا أن الجهود التي بذلها المجتمع المدني نجحت في إحباط المخططات الكارثية لمحو جزء هام من تاريخ المدينة.